# Mazinger-Z, el robot de las estrellas (Editorial Valenciana)
Mazinger-Z, el robot de las estrellas fue una colección de historietas creada por el guionista Federico Amorós y el dibujante Sanchis en 1978 para Editorial Valenciana basada en la película "Mazinger Z, el robot de las estrellas", de título internacional "The Iron Superman", la cual a su vez utilizaba fragmentos de la serie japonesa Mach Baron. Mazinger-Z, el robot de las estrellas constó de dos series.

## Argumento
Lo que parecía que iba a ser una adaptación al cómic de la película, se convirtió inmediatamente en un universo con entidad propia. El deslabazado guion original fue sustituido y complementado con otro propio de Sanchis, con lo que la historia ganó muchísimos enteros, lo cual tiene doble mérito si tenemos en cuenta que la colección no fue sino un encargo apresurado de una editorial que tenía sus ventas en franca decadencia, y cuyo buque insignia era el personaje más conocido del dibujante, el ya mencionado "Pumby".
Sanchis desarrolló todo un microcosmos alrededor de los personajes originales, tejiendo las tramas subyacientes a la vida personal de estos, hasta colocarlas por encima de las luchas a muerte entre los robots. Así, mientras Mazinger de Go Nagai es una suerte de capítulos en los que simplemente Koji derrotaba uno tras otro a los robots del Doctor Infierno, el de Sanchis va deshojando la vida de los personajes y entre capítulo y capítulo acontecen las luchas de mechas.
Los personajes, van así evolucionando, aparecen unos y desaparecen otros, especialmente los malos que van muriendo aparentemente para reaparecer cuando conviene, y Sanchis se vuelca especialmente en la personalidad atormentada de Tin-Yu, que no se recupera jamás de la prematura muerte de sus padres. Así, los tímidos esbozos de personalidades de la película original se desarrollan totalmente a lo largo de la saga en el tebeo.
Con un humor que se adentra constantemente en el absurdo, propio de Sanchis, la obra es ágil y no llega a aburrir nunca, no cayendo en la repetición del esquema "Doctor Infierno manda un robot a destruir a Mazinger - Mazinger destruye robot del Doctor Infierno - Doctor Infierno jura vengar a su robot con un nuevo robot" repitiéndose el bucle hasta el infinito.

## Personajes
- Tin-Yu. Es el protagonista de la serie. El Doctor Infierno mató a sus padres cuando era niño atacando con su robot el transatlántico en el que viajaban, debido a que su padre, Ming-Yu se negó a colaborar con él en sus planes de dominación del mundo. Recogido por uno de los colaboradores de su padre, el Doctor Lu, al igual que Ming-Yu un genio de la robótica, fue entrenado duramente a fin de pilotar un super-robot diseñado y construido para oponerse al Imperio Robot del Doctor Infierno. Tin-Yu arrastra el recuerdo de la muerte de sus padres durante toda la serie, obsesionado con la venganza en muchas ocasiones a pesar de tener buen corazón. Se muestra como un personaje más bien introvertido y muy concienciado con la labor para la que ha vivido desde niño: pilotar a Mazinger.

- Doctor Infierno. En opinión de muchos, a veces es el verdadero protagonista de la serie. No queda clara cual es su procedencia, pero sí sus intenciones: conquistar el Mundo gracias a sus inmensos conocimientos y habilidades en el campo de la robótica. Ante la negativa del otro experto mundial, el Dr. Ming-Yu, de colaborar con su causa, lo asesina y es su hijo quien finalmente se le opone pilotando al robot Mazinger Z, diseñado por Ming-Yu y Lu y construido por este último a causa de la prematura muerte de Ming. El Doctor Infierno, construye mundos poblados por robots esclavos, y tiene una increíble capacidad para diseñar y hacer realidad gigantescos robots que enfrenta uno tras otro a Mazinger. Está casado con Luciferia y tiene un hijo, Bel-Cebú, de los que no se sabe absolutamente nada hasta los últimos números, puesto que la obsesión por la conquista del mundo solo es superada por su animadversión hacia Mazinger Z. Sus constantes derrotas, le hacen caer una y otra vez en toda suerte de enfermedades nerviosas que afectan hasta al color de su pelo, y su bis cómica y la de sus adláteres, convierten al entorno del Doctor en lo más labrado de la serie.

- Profesor Lu. Colaborador de Ming-Yu en el diseño de Mazinger y su constructor tras la muerte de aquel. Advertido por Ming-Yu, quien temía su asesinato ante la negativa de colaborar con el Doctor Infierno, acoge al hijo de Ming y le entrena para pilotar a Mazinger cuando llegue el momento en el que el Doctor lance sus robots contra la civilización humana. Para ello, funda los "Guardianes de la Paz", entre los que se encuadran, además de Mazinger, las tres aeronaves pilotadas por Lee, Pain y Lin, construyendo su base en Sub-City o la Ciudad Submarina, cerca de la metrópoli Xinter, primer objetivo del Doctor Infierno. Lu tiene mucha actividad durante la primera parte de las Aventuras de Mazinger, siendo incluso secuestrado por el Doctor Infierno. Este era también el papel que tenía en la película original. Con el paso de los capítulos, va viendo reducida su importancia a favor de Lin y Misterio M, hasta convertirse en un mero supervisor en la sombra.

- Lin. Ocupa el papel de "chica buena" en la serie. Piloto de los "Guardianes de la Paz", acapara la atención en cuanto es secuestrada y deben liberarla. A pesar de que lo lógico sería que lo hiciese Tin-Yu, como "bueno de la película", es Lu quien se ofrece a intercambiarse por ella al Doctor Infierno. Cuando Sanchis deja de seguir la línea de la película, Lin obtiene mucha más relevancia, acompañando desde el principio de las "Nuevas Aventuras" a Tin-Yu, pilotando en ocasiones a Mazinger e incluso a Rodas II, y finalmente tiene su propio robot: Adriana D. Hace la inevitable bis romántica como eterna pretendiente de Tin-Yu pero en la serie no estalla nunca el romance explícitamente, a pesar de que parece inevitable en la primera parte de las "Nuevas Aventuras". Al contrario que el resto de los Guardianes de la Paz, su papel es cada vez más influyente. Sin el marcado erotismo que Go Nagai da a Sayaka, Lin representa a un tipo de mujer muy poco habitual en el cómic patrio. Independiente, valiente y reivindicativa (carácter apoyado también por la ausencia de actitudes machistas de sus compañeros, tan habituales en el manga japonés homólogo), Lin y su robot (más fuerte que el propio Mazinger) terminan siendo coprotagonistas principales de la saga.

- Cibermán. El Doctor Infierno, debía tener sus ayudantes para hacer el elenco de "malos" un poco mayor. Así, Sanchis se saca de la manga una serie de secundarios entre los que destacan los sicarios del mal, puesto que en la película este apartado estaba bastante olvidado. En "The Iron Superman", el Doctor Infierno tenía unos subalternos vestidos como militares alemanes (largo gabán, gorra ancha) con la cara cruzada por cicatrices. Esta cara a jirones puede ser el arranque del personaje que nos ocupa. Cibermán es un cyborg, curioso dato en una época (1978) en la que este concepto era prácticamente desconocido. Cibermán es un soldado que en la guerra de Corea es salvajemente mutilado, perdiendo media cara, y medio cuerpo. El Doctor Infierno recogió lo que quedaba de él y lo recompuso insertando piezas mecánicas. De nuevo es la serie de Go Nagai la que parece punto de partida, si bien pudiera ser casual (no olvidemos que en aquella época, el manga de Mazinger era desconocido en España). El Doctor Infierno de Go Nagai, recoge dos cadáveres, de un hombre y una mujer, y los cose mitad y mitad, naciendo así el Barón Ashura-Ashler. Cibermán desde el principio, va adquiriendo una personalidad cada vez más interesante. En los primeros capítulos, parece un gañán, y poco a poco va mostrándose como el más inteligente y pausado de los altos mandos del Imperio Robot (Doctor Infierno incluido).

- Barón Von Bruck. Esta sí que es una clarísima respuesta al Conde Brocken de Go Nagai (incluso en la fonética del nombre). Un tipo con el atuendo de general nazi, monóculo incluido. No está claro su compromiso con la causa, pero en el capítulo 9 de las primeras aventuras de Mazinger, aparece como un colaborador, no como un subalterno. El hecho de que tres capítulos antes de que concluya la serie aparezca un personaje tan relevante, hace suponer que para entonces Sanchis ya sabía que la colección tendría continuidad. En un comienzo, durante los capítulos 9, 10 y 11, surge una rivalidad inmediata entre Cibermán y él, otra vez haciendo un bis a la rivalidad a muerte entre el Barón Ashler y el Conde Brocken. Pero ya en el 12, Cibermán y Von Bruck se hacen amigos cuando Cibermán se solidariza con la tristeza de Von Bruck tras la destrucción del DC-72 Centauro. La amistad de ambos se prolongará durante toda la serie, recayendo el papel de envidioso y retorcido en otro secundario del mal: Calavera. Esta camaradería entre Cibermán y Von Bruck es tan sorpresiva como interesante, ya que en todo momento parece reinar la paz en el Imperio del mal al no haber una palabra más alta que otra entre los colaboradores del Doctor Infierno y sí numerosas muestras de complicidad.

- Calavera. En este tipo de series, siempre ha de haber un malo medio lelo, envidioso y rastrero. Este es Calavera. La verdad es que como malos, los malos son bastante buenos y caen bien desde el principio al estar dotados de una gran comicidad. Sin lugar a dudas, llegan a ser entrañables. El Doctor Infierno es de lo más divertido en sus ataques de ira, y Cibermán y Von Bruck dan constantes muestras de camaradería y de que todo va bien, como si su profesión fuera "conquistadores del mundo frustrados". Así que es normal que apareciera algún malo que diese la talla como tal. Calavera además, es un traidor. En cuanto se da cuenta de que el Doctor Infierno utiliza sus robots y no le da a él ningún mérito, decide trabajar en solitario y prepararse para dar un "golpe de estado" en cuanto triunfe para quitar al Doctor Infierno de en medio y gobernar él solo el mundo. Pero el pobre es tan torpe que es despedido, y él se niega a irse y… en fin, un auténtico culebrón y uno de los personajes que más juego dan en la serie. Es inevitable sentir simpatía por este individuo, mezcla de incompetente y de sabio loco al que se le ocurre una estupidez tras otra y lo que es peor, la intenta poner en práctica. Lógicamente, los robots más pintorescos de la saga salen de sus manos.

- Misterio-M. Para que no decaiga, a lo largo de la serie aparecen secundarios a punta pala. Misterio-M es un personaje misterioso (como su nombre indica) al que nadie ha visto el rostro y que ayuda desde el anonimato a los Guardianes de la Paz. Para ello dispone de una base, el laboratorio de Ming-Yu en las profundidades debido a un maremoto que hunde la isla de Changsaky, y del robot de Ming-Yu, Rodas II, lo cual inmediatamente hace llegar a la conclusión de que debía ser una persona muy próxima al padre de Tin-Yu. Por supuesto, que la identidad de Misterio M no se desvela hasta el final (capítulo 27 de las Nuevas Aventuras) y esta revelación es de las más esperada por el lector, si bien la resolución de esta incógnita era ya previsible hacia la mitad de la serie.

- Pain. Personaje absolutamente secundario, Pain, junto a Lee (ambos según la película, coreanos) y Lin (china) pilotan los aviones cohete que ayudan a Mazinger a luchar contra el mal. El papel de estos aviones es similar al de Afrodita A en la serie de Go Nagai: ir por delante y descubrir las armas de los enemigos de Mazinger, si bien son más que incompetentes casi siempre contra el malvado robot rival. A pesar de todo, en la primera parte de la serie tienen una presencia continua, al igual que pasaba en la película. De hecho en ésta, era Pain el jefe de todos, e incluso Lee parecía en una jerarquía superior a la del propio Tin-Yu. En la segunda parte, los Guardias de la Paz van desapareciendo gradualmente hasta no tener relevancia alguna. En la serie original japonesa (Mach Baron) recibían el nombre de las siglas japonesas KSS (Kokusai Kagaku Kyojo Tai), siglas y anagrama que por algún motivo, Sanchis mantiene en el cómic.

- Lee. Compañero de Pain y Lin pilotando los aviones cohete de los Guardias de la Paz. Al igual que Pain, en la película tiene más relevancia que el propio Tin-Yu, apareciendo aquellos como más maduros y expertos que Tin-Yu (ambos dan órdenes a Tin-Yu y le hacen retirarse en su primera lucha con el Taladro Atómico). Al igual que Pain, desaparece de la serie conforme su papel de secundario de Mazinger da paso a Rodas II y Adriana D.

- Lun. Hermanito de Lin, en la película solo sirve para que le secuestre el Doctor Infierno y pida rescate por él. En el cómic para poco más y apenas aparece en la serie.

- Ming-Yu. Padre de Tin-Yu, asoma en la serie en contadísimas ocasiones. Colaborador del Doctor Infierno en lo científico, rechaza participar junto a él en la conquista del mundo, por lo que aquel manda asesinarlo. Cuando es atacado en alta mar el barco en el que viajaba con su mujer y su hijo, comprende que la conquista del mundo ha comenzado y lanza a Tin-Yu por la borda con un mensaje en el chaleco salva-vidas y una baliza de localización. Previamente, había construido Rodas II para contrarrestar a los robots del Doctor Infierno, si bien este robot no aparece hasta las Nuevas Aventuras.

- Inspector Chang. Al igual que Pain y Lee, desaparece en las Nuevas Aventuras al ir tomando su lugar nuevos personajes. En la película, es un protagonista importante, y su participación en la primera parte de la serie conlleva representar el mismo papel: un tipo chiflado pretendidamente gracioso que inevitablemente, desaparece para no ser cargante.

- Bel-Cebú. Cuando parecía que el Dr. Infierno no iba a salir de la destrucción de Cibernópolis, va y resulta que aparece nada menos que su hijo, del cual nadie sabía nada, y encima acompañado de su madre. Como ya iba a parecer excesivo que de buenas a primeras apareciesen los malos sanos y salvos de nuevo en otro sitio (por tercera vez en la serie), se toma la decisión de que la conquista del mundo la continúe un heredero del Dr. Infierno, y nadie mejor para eso que su hijo, Bel-Cebú. Comparado con su padre, Bel-Cebú es un aficionado: vive en una base que más parece una casa de lujo y diseño cibernético en el campo que una auténtica base de un genio del mal. Para colmo, su madre más que mala es estúpida, y solo sabe comer y dormir. De hecho ni siquiera le importa cómo va la conquista del mundo en cuestión, y en medio de las batallas decide irse a dormir la siesta. Vamos, una joya que se llevó el Dr. Infierno. Sin embargo, Bel-Cebú tenía personalidad propia, y el ambiente en el que se mueve con su fortaleza cibernética auguraba varios capítulos interesantes. El cierre de la Editorial Valenciana precipitará el presunto y precipitado fallecimiento en el capítulo 30 cuando el personaje estaba aún muy lejos de quemarse.

- Luciferia. Esposa del Doctor Infierno y personaje totalmente prescindible e irritante. Para más información, consultar la ficha de su hijo Bel-Cebú.

- Bassura. Otro de los que desaparecen porque sí. Es el constructor oficial del Doctor Infierno, pero hacia la mitad de la primera serie desaparece tomando su lugar el Barón Von Bruck que no es constructor sino aliado. No sabemos la causa de su sustitución, porque el Doctor Infierno se mostraba contento con su trabajo, pero como veríamos luego con Calavera, tenía el gatillo siempre listo para despedir subalternos patosos. Sin embargo, era de los más competentes al servicio del mal. ¿Dónde se mete Bassura tras los primeros capítulos?

- Mazinger Z. En principio, el protagonista robótico de la serie. En el original, la serie japonesa Mach Baron, es una creación del abuelo de Tin-Yu (que allí se llama Yu Arashida), para vengar la muerte de su hijo (que en este caso muere como en la película o en el cómic, asesinado por un robot del Doctor Infierno), y es pilotado por el nieto, como sabemos único superviviente del ataque al crucero "Golden Fish". En la película y cómic, es diseñado por Ming-Yu, padre de Tin-Yu y por su colaborador el Profesor Lu, y construido por este último. Mazinger está fabricado de Tanium rojo, aleación casi indestructible de fórmula inventada por el Profesor Lu. Sus puños son de plutonio, metal más ligero y también más frágil que permite que tengan autonomía propia y puedan ser lanzados y dirigidos por control remoto. Entre sus armas, cuenta con diversos tipos de proyectiles, un lanzallamas y rayos desintegradores. Otros complementos son sus puños volantes de cuyas muñecas sale una cuchilla de plutonio, un arpón en el brazo, y por sus pies absorbe agua o aire lanzándola a presión por el pecho. Sus baterías se recargan con energía solar, por lo que su autonomía en ausencia de luz (sobre todo bajo el agua) es limitada.

- Rodas II. Robot diseñado y construido por el padre de Tin-Yu, Ming-Yu, para hacer frente al Imperio Robot del Doctor Infierno. Está fabricado en una primera versión de la aleación de tanium, llamada rodium, menos resistente. Sus armas son una espada volante y un escudo que refleja, multiplicando su intensidad, la energía solar. Su base de operaciones es el laboratorio de Ming-Yu, en la isla de Changsaky, hundida por un maremoto en el fondo marino. Desde ella, maneja al robot Misterio-M. Su diseño es muy parecido al del Mazinger, puesto que podría decirse que es una versión inicial de este. Incluso su cuadro de mandos es idéntico. Aparece por primera vez en el número 3 de las "Nuevas Aventuras".

- Adriana D. Robot de aspecto femenino pilotado por Lin, de los Guardias de la Paz. Es una versión mejorada de Mazinger, menos fuerte pero más resistente y veloz. Está armada con una batería de rayos-D, y sus antebrazos pueden atacar de manera autónoma. Como Mazinger, está fabricada con tanium. Aparece en el número 18 de las "Nuevas Aventuras".

## Primera serie
Desde mediados de los años sesenta, la editorial Valenciana se mantuvo gracias al éxito de sus semanarios humorísticos, especialmente "Pumby", y reediciones coloreadas y remontadas de sus cuadernos de aventuras clásicos. Intentó también rentabilizar los éxitos cinematográficos del momento, como la película taiwanesa Mazinger Z, el robot de las estrellas.
En dicha película, se intentaba crear un paralelismo con los personajes de la serie de anime. Así, Koji pasaba a ser Tin-Yu; el Profesor Yumi el Profesor Lu; Sayaka, Lin; el Doctor Infierno... seguía siendo el Doctor Infierno (con lo que quedaba claro quién es realmente el protagonista principal de la serie). Incluso los secundarios del Mazinger Z de Go Nagai tenían sus correspondencias en la película: Shiro, los profesores Iz, Diz y Biz (Morimori, Sewashi y Nossori en versión japonesa), los amigos Boss, Nuke y Mucha pasaban a ser Lun, el profesor Chang, Pain y Lee.
Valenciana encargó su adaptación a Federico Amorós y José Sanchis, quienes produjeron doce cuadernos con recortable incluido:
En el número 12, pareció terminar la historia al coincidir con la escena final de la película.
| Número | Título                      | Fecha                    |
| --- | --------------------------- | ------------------------ |
| 1 | «Rueda Voladora»            | 29 de julio de 1978      |
| Argumento: Presentación de los personajes y robots. El Doctor Infierno comienza su ataque a la Humanidad, lanzando a su robot Rueda Voladora apodado "Herr Terror" contra Xinter, ciudad que en su parte submarina, alberga la sede de los Guardianes de la Paz. Lin, Pain y Lee, defienden la ciudad con sus aviones cazabombarderos mientras que el Doctor Infierno intenta interceptar al Mazinger Z con un segundo robot. - Robot de la Semana: R-TTT-535, Robot Ametrallador. Este robot es el primero contra el que debe luchar Mazinger, y es la primera incorporación de Sanchis de una creación de su propia cosecha a la historia de la película original. En su auxilio a los "Guardias de la Paz" en la lucha contra el robot de la Rueda Voladora, Mazinger se encuentra con que el Dr. Infierno envía al R-TTT, robot totalmente aéreo, a probar su resistencia de cara a la batalla que se avecina. El cómico nombre se debe a su característica principal: sus brazos son ametralladoras de enorme calibre (suponemos que un metro como poco) que ponen a prueba el blindaje del Mazinger, y además puede actuar como kamikaze lanzándose contra el rival. El Mazinger despacha a este personaje en un par de viñetas, puesto que está muy por debajo del talento destructivo de la media de robots del Dr. Infierno. Un robot, en fin, sin pena ni gloria que sirve meramente de aperitivo para la épica lucha contra "Herr Terror". |                             |                          |
| 2 | «Lin en Peligro»            | 5 de agosto de 1978      |
| Argumento: Batalla entre los Guardianes de la Paz y Rueda Voladora por un lado, y Mazinger y un segundo robot enviado por el Doctor Infierno, por otro. En esta ocasión, Cibermán en persona pilota al contrincante de Mazinger, pero es derrotado e inutilizado temporalmente. Al final del capítulo, Lin es alcanzada y su avión se precipita contra el suelo. - Robot de la Semana: Pulpomekán. Así como el robot de la Rueda Voladora es el hijo robótico gigante del Dr. Infierno, Pi-K-8, el Pulpomekán lo es de su comandante, Cibermán. Pilotado por este siniestro personaje, también intenta evitar que el Mazinger se enfrente a "Herr Terror", y es el segundo robot al que vence Mazinger tras el Robot Ametrallador. Se trata de un pulpo mecánico que lleva en cada tentáculo un arma distinta. Puede volar y actuar bajo el agua, y de hecho, es el único robot que dura más de dos números con la excepción de Rueda Voladora, puesto que es vencido en el número 2 y definitivamente en el 5. Es uno de los robots que pueden autodestruirse para llevarse consigo en su destrucción al Mazinger, afición que comparten varios brutos mecánicos como iremos viendo. Toda una curiosidad, que tendrá una bonita réplica en el último capítulo de la saga, haciendo una elipsis a la que Sanchis es muy acostumbrado. |                             |                          |
| 3 | «El Valle de la Muerte»     | 12 de agosto de 1978     |
| Argumento: Mazinger salva a Lin en el último momento rescatándola en el aire gracias a sus puños voladores. Comienza la lucha contra el robot Rueda Voladora. Tin-Yu, temiendo por los habitantes de la ciudad, lleva la lucha al desierto, donde las máquinas del Doctor Infierno producen alucinaciones al piloto de Mazinger. Sin embargo, guiado desde la base (por circuito de TV, no aparecen las alucinaciones), ataca a su enemigo. - Robot de la Semana: Rueda Voladora. Herr Terror, o más correctamente "el Robot de la Rueda Voladora", es el referente de todos los robots del Dr. Infierno. Enamorado de su creación, este engendro estaba destinado por el doctor a conquistar por sí solo el mundo, y solo la aparición de Mazinger consiguió acabar con sus planes. La historia de este monstruo, es una de las pocas fielmente reproducidas por Sanchis en su cómic. "Herr Terror" en sus dos versiones, aparece como el inicio de la conquista del mundo por el Dr. Infierno. Su primera versión, es la del robot del torpedo neutrónico, que lleva en su brazo izquierdo un lanzador de un arpón sujeto por una cadena, en cuyo extremo porta una carga explosiva. Su objetivo, es el de destruir navíos, disparándoles dicho arpón. Este sujeta por la cadena el objetivo, y luego explota la carga neutrónica de la punta. El método anteriormente explicado es el utilizado para destruir el "Golden Fish", transatlántico en el que viajaban los padres de Tinyu, debido a la negativa de Ming-Yu a colaborar con el Dr. Infierno. Tinyú, rememorará varias veces este episodio a lo largo de la saga. Posteriormente, el Dr. Infierno modificaría el robot sustituyendo el brazo arponero por otro que portaba la famosa rueda voladora dentada que daría el sobrenombre a "Herr Terror". Dicha rueda, era lanzada contra el objetivo y volvía a su dueño como un búmeran. La nueva arma, permitía una mayor autonomía al bruto mecánico en tierra, ya que hasta entonces era un robot absolutamente marino, tanto que dudamos incluso de que tuviese piernas. Unas baterías de "rayos biónicos" (proyectiles de potencia menor pero lanzados en frecuencia de ametralladora) en los costados, más un misil de gran potencia que disparaba desde su frente (desde los ojos en el cómic), completaban el arsenal. Su lucha contra los aviones de los "Guardianes de la Paz" es todo un clásico, así como su combate contra Mazinger, auténtico bautizo en la lucha contra el mal del Robot de las Estrellas. Sin duda, este robot es como un hijo para el Dr. Infierno, que nunca podrá perdonar a Mazinger por su destrucción. Como anécdota, Sanchis traslada al papel plano a plano la lucha entre Mazinger y Rueda Voladora en la película, usando el guion suministrado por la telenovela publicada por Ediciones Super X para transcribirlo fielmente. No volverá a hacerlo más, salvo en el capítulo 4 en el que transcribe la lucha de Tin-Yu con los esbirros del Doctor Infierno. |                             |                          |
| 4 | «El Fin de un Coloso»       | 19 de agosto de 1978     |
| Argumento: Mazinger destruye al robot de la Rueda Voladora. El Doctor Infierno, intenta asesinar a Tin-Yu con sus Guardias de Acero, a la vez que lanza al Pulpomekán sobre Mazinger que volvía por control remoto a su base, hundiéndolo en el océano. - Robot de la Semana: Machaka A-12 Sideral. Águila Mecánica. Un caso absolutamente atípico es el de este robot que sirve para recoger al Pulpomekán cuando Mazinger lo manda a un asteroide tras el primer combate entre estos robots. Su única finalidad es esa, el transporte y recuperación de robots, no utilizándose nunca más para nada, ni apareciendo en la serie más que como alucinación un par de capítulos después. Un robot totalmente anecdótico. |                             |                          |
| 5 | «Caos Submarino»            | 26 de agosto de 1978     |
| Argumento: El inspector Chang, rescata a Tin-Yu. El Pulpomekán intenta acabar con Mazinger autodestruyéndose, pero no lo consigue. Mazinger llega justo a tiempo de evitar que un nuevo robot destruya Xinter. El Doctor Infierno, es informado de que Mazinger es indestructible debido a su blindaje de Tanium Rojo, por lo que el Doctor prepara una estrategia para hacerse con la fórmula del mismo. - Robot de la Semana: R-326, Robot Vibrante. El Robot Vibrante es una curiosidad digna de elogio. Sanchis inventa todo un arsenal de armas para que el Dr. Infierno las coloque en sus robots a fin de poner en dificultades a Mazinger, pero uno diría que aquí, al dibujante se le ocurrió probar nuevas ideas porque este poder, el de vibrar y hacer vibrar con él las cosas, es cuanto menos un tanto disparatado e inaudito. En cualquier caso, semejante personaje es eliminado también de una peculiar manera: autodestruido por su propio poder. Un robot extraño y la primera comedura de tarro y vuelta de tuerca a la imaginación de Sanchis. |                             |                          |
| 6 | «X-732, Bombardero Robot»   | 2 de septiembre de 1978  |
| Argumento: El Doctor Infierno envía un robot bombardero contra Xinter, lanzándolo desde la estratosfera. Mazinger termina venciéndolo tras arrastrarlo hasta el espacio. - Robot de la Semana: X-732, Robot Bombardero. El bombardero X-732 es la segunda réplica de Sanchis a uno de los cinco robots que aparecen en la película original de "Mazinger Z, el Robot de las Estrellas". En el original, el "Pájaro Bombardero" tenía una oscura misión, la de ayudar desde el aire con cargas de profundidad, el ataque del robot Espinozo, un engendro submarino dividido en dos y que tenía la capacidad de transformarse en robot anfibio. Entonces, Mazinger elimina a este pajarraco sin mayor problema, pero Sanchis lo utilizará para darle una entidad propia en su serie. X-732, en la saga de Sanchis, es un robot mucho más fuerte, que se lanza en picado contra Xinter, la ciudad capital que defiende Mazinger. Su característica es que es en sí mismo una fábrica de bombas. Así, sin más. No se explica de dónde sacaba en el aire la materia prima, pero por lo visto es capaz de crear inagotablemente bombas que lanza constantemente, lo que convierte el capítulo en una caza de misiles para evitar que lleguen a su objetivo. Un capítulo dinámico y divertido, de los buenos de la primera parte que convierten al robot Bombardero en uno de los favoritos del Dr. Infierno como le echará en cara a Lu en el capítulo 9. |                             |                          |
| 7 | «¡Atrapen al Profesor Lu!»  | 9 de septiembre de 1978  |
| Argumento: El Profesor Lu sufre un intento de secuestro mientras practica la equitación. Es afectado por las máquinas de fabricar espejismos del Doctor Infierno, entre los cuales infiltra un robot real. Cuando Tin-Yu llega al rescate del profesor, el robot los captura. Tras escapar del mismo, reciben un mensaje del Doctor Infierno en el que asegura haber secuestrado a Lin y Lun. - Robot de la Semana: K-999 Piroteknon. El robot Piroteknon, de descacharrado aspecto, es otro de los robots "de transición" en la primera etapa de las aventuras de Mazinger. Desde la destrucción de "Rueda Voladora" hasta el secuestro de los hermanos Lin y Lun y el profesor Lu, así como la irrupción del Titán K-136 "Taladro Atómico", Sanchis rellena capítulos con una serie de robots como este, el robot Marioneta (o Apocalíptico), el Vibrante y el X-732. Su papel no es muy digno que digamos. Aparece como parte del plan del Dr. Infierno de volver loco al Profesor Lu y a Tinyú en el Valle del Infierno a base de provocarles alucinaciones, entre las que cuela este robot de verdad. El robot en cuestión es bastante torpe y se limita a mandar una andanada de misiles al Mazinger, misiles al parecer de potencia inusitada. El Dr. Infierno, ni siquiera se sorprende de que no hagan mella en Mazinger, sobre todo teniendo en cuenta que acababa de sobrevivir, como quien dice, a la misión suicida del Pulpomekán. Tras este capítulo, decide definitivamente llevar a cabo un plan para obtener la aleación de Tanium de la que está blindado Mazinger, quien pulveriza al Piroteknon sin problema alguno de un puñetazo. |                             |                          |
| 8 | «R-325, Robot Apocalíptico» | 16 de septiembre de 1978 |
| Argumento: Mientras esperan noticias de los hermanos secuestrados, Tin-Yu se enfrenta a un nuevo robot al que vence. Después, el Doctor Infierno canjea a los hermanos Lin y Lun por el Profesor Lu. En el intercambio, los hermanos resultan ser dos robots asesinos. - Robot de la Semana: R-325 Robot Apocalíptico - Robot Marioneta. El robot Marioneta es de los más ridículos que el Dr. Infierno manda contra el Mazinger. Y quizá sea el más tonto de todos. Porque su habilidad, la de interferir en los mandos del Mazinger dejándolo indefenso, es una cualidad muy interesante, pero el robot es tan inútil que no explota su superioridad. De hecho, tras inmovilizar al Mazinger nada más tenerlo en frente, se queda parado como un pasmarote. Tinyú sale con el coche y le dispara con unos misiles que lleva el automóvil, ¡destruyendo totalmente al robot del Dr. Infierno! En fin, un desperdicio de robot y posiblemente, el capítulo peor llevado por Sanchis. El caso es que la imagen del robot promete, con unas mazas a modo de puños que indican que cuando Mazinger quede indefenso, le golpeará hasta destruirlo. Sin embargo, no hace nada de nada y perece de denigrante manera. Un desperdicio de historia y de robot. |                             |                          |
| 9 | «Titanes de Acero»          | 23 de septiembre de 1978 |
| Argumento: Tin-Yu, Pain y Lee se deshacen de los falsos hermanos. El Doctor Infierno amenaza con matar a los verdaderos si el Profesor Lu no le da la fórmula del Tanium. Éste accede inicialmente pero no le da la fórmula correcta, por lo que el robot resultante es derrotado también por Mazinger. Presentación de un nuevo colaborador del Doctor Infierno: Barón Von-Bruck. - Robot de la Semana: Falsos Lin y Lun (P-R-1 y P-R-2). Es inevitable incluir aquí a los robots que sustituyen a Lin y Lun cuando les dan el cambiazo en el canje Doctor Lu - Hermanos Lin y Lun. En la película, eran perfectas imitaciones de seres humanos, mientras que aquí, se desembarazan de su falsa piel y atacan con cuchillas a Tin-Yú, Pain y Lee. Su paso por la serie es testimonial y para ser robots asesinos, son bastante torpes, perdiendo una oportunidad clara de eliminar a sus enemigos. - Robot de la Semana (y 2): Titán K-136 y K-137, Taladro Atómico. El robot "Taladro Atómico" es otro de los originales de la película, en la que aparece en dos versiones, una de tanium y otra normal, fácilmente reducido a chatarra por Mazinger. El momento en que nuestro héroe corta en rebanadas al Titán K-136 es uno de los momentos culmen de la historia del robot de tanium rojo. Al igual que en la película, es parte del plan del Dr. Infierno para conseguir la aleación de tanium, y su figura, es fielmente retratada desde la película al cómic. Dotado con unos tremendos taladros en sus brazos, el K-136 es uno de los robots favoritos de la serie, un enemigo espectacular y poderoso. Tanto en la película como el cómic, se crea una segunda versión blindada con tanium (K-137), que es derrotada al dejar el profesor Lu un punto débil premeditadamente en la nuca del monstruo, confundiéndose este episodio de la película con capítulos posteriores en el cómic. |                             |                          |
| 10 | «Jaque a Mazinger»          | 30 de septiembre de 1978 |
| Argumento: Con la promesa de liberar a los hermanos, el Profesor Lu crea otra versión del primer robot fallido, pero instalando un punto débil. El Doctor Infierno, crea otro más bajo su supervisión. El Barón Von-Bruck, colabora con un tercer robot. - Robot de la Semana: Sirénido VB-2 y Sirénido VB-2 Bis. El Sirénido VB, es el robot con el que debuta el Barón Von Bruck en la serie. Así como el Rueda Voladora es el robot del Dr. Infierno y el Pulpomekán el de Cibermán, el Sirénido VB es el de Von Bruck. Posiblemente, se trata de una versión del robot Espinozo, que aparece en la película enfrentándose en el mar con Mazinger. Aquel lleva una maza con cadena, y este un arpón-tridente, y también se dedica a atacar barcos en alta mar para llamar la atención del Mazinger y tenderle una trampa. Tanto el Espinozo como este, están realmente logrados, y el VB se convierte en uno de los favoritos del Dr. Infierno, tanto que al ser destruido, crea el Sirénido VB2-Bis, réplica en tanium del primero, y único robot junto el Viking del capítulo 28 de las Nuevas Aventuras (nueva elipsis de Sanchis repitiendo situaciones en circunstancias equivalentes: ambos robots pierden su control con la base del Dr. Infierno cuando esta es atacada y destruida) que no es destruido (al menos que se vea), ya que pierden la comunicación con el origen de la señal de radio-control del Dr. Infierno. Uno de los robots más espectaculares de la saga. |                             |                          |
| 11 | «Holocausto Cibernético»    | 7 de octubre de 1978     |
| Argumento: Mazinger debe luchar contra los tres robots a la vez. El Profesor Lu consigue comunicarse con Mazinger para transmitirle el punto débil del Taladro Atómico, por lo que Mazinger consigue destruirlo. Finalmente, queda solo contra el Demoledor, también de Tanium. Pain y Lee, salen con sus aviones a ayudar a Mazinger. Tras salir victoriosos, el Profesor Lu decide fingir su muerte, al ingerir un veneno. - Robot de la Semana: Robot Demoledor W-85. El robot Demoledor W-85 es el último con el que se enfrenta Mazinger en la película. Sanchis traslada la historia con bastante fidelidad al cómic, si bien en el original el Demoledor W-85 no estaba reforzado con un blindaje de tanium, sino que era especialmente resistente y grande, protagonizando el momento culmen en la película cuando atrapa al Mazinger con un rayo paralizante y le ata a la cruz gigante. En la película, es salvado por el "rayo reparador" (¡recurso facilón donde los haya!) de los Guardianes de la Paz, y luego son estos mismos los que destruyen al robot (también ocurre así en el cómic), único caso en el que los aviones son los que acaban con el enemigo por sí solos. La destrucción del Demoledor W-85, tiene una sospechosa réplica (habrá más) en la serie de Go Nagai en el capítulo 57, en el que el Dr. Infierno hace un robot de Aleación Z (Balmos Q7) y éste es destruido de manera idéntica: destruyéndolo desde dentro aprovechando una apertura en el blindaje del monstruo mecánico. En cualquier caso, el robot está más logrado en la película que en el cómic, a cuya actuación se le saca menos partido. El capítulo en el que se presenta, trata de una épica batalla de Mazinger contra tres robots simultáneamente: K-137, Demoledor (ambos de tánium) y Sirénido VB-2. |                             |                          |
| 12 | «¡Operación Centauro!»      | 14 de octubre de 1978    |
| Argumento: El Doctor Infierno devuelve el cadáver del Profesor Lu a los Guardianes de la Paz. Tin-Yu cumple la última voluntad del Profesor: desintegrar su cuerpo dentro de un ataúd de Tanium, con los rayos de Mazinger. La combinación de la aleación del ataúd y los rayos desintegradores, vuelven a su ser al Profesor Lu. Los Guardianes de la Paz, descubren la guarida del Doctor Infierno, por lo que la bombardean mientras Mazinger se enfrenta a los últimos robots en activo: el Centauro y la versión en Tanium del Sirénido. Este último deja de funcionar cuando la base del Doctor Infierno es destruida. El Doctor y sus secuaces intentan huir en una nave de salvamento pero son interceptados por Mazinger, el cual la destruye. - Robot de la Semana: DC-72, Centauro Robot. Posiblemente, el mejor y más logrado robot de la serie desde el punto de vista del diseño. Con una planta espectacular, su principal cualidad era la de separar su parte superior de la inferior y convertirse en una pareja de brutos mecánicos autónomos, parte humanoide (DC-72-A) y parte caballo (DC-72-B). Además, el robot da nombre a la operación de ataque a la fortaleza del Dr. Infierno en el Valle de la Muerte, así como al último capítulo de la primera parte de la serie, en su número 12 ("Operación Centauro"). El Barón Von Bruck aporta a su alianza con el Dr. Infierno dos robots, el Sirénido VB-2 y éste, en un plan de desgaste que trata de impedir que el Mazinger tenga el mantenimiento adecuado a base de enviar un robot tras otro. Pocas horas después de la destrucción del robot acuático de Von Bruck, el Dr. Infierno echa mano del DC-72. Sin embargo, no se saca mucho provecho de sus habilidades, y ambos robots se dividen para atacar objetivos distintos lo que les convierte por separado en fácil objetivo de Mazinger, desaprovechando la oportunidad de atacarle a la vez. Tras un capítulo en el que Mazinger se enfrentaba a un trío de enemigos (Demoledor W-85, K-137 y Sirénido VB-2), Sanchis renuncia a repetir el esquema y el DC-72 es defenestrado expeditivamente por separado. |                             |                          |

Tras la publicación del último número, la editorial publicó tres volúmenes con tapa de cartón, titulados "Super aventuras de Mazinger-Z el robot de las estrellas", agrupando cada uno cuatro fascículos de la colección, reeditándola con este formato, más cuatro cuadernos para colorear.

## Segunda serie
Dada la buena tirada de ventas de la serie, la Editorial Valenciana lanzó una nueva colección titulada "Nuevas Aventuras de Mazinger Z, el robot de las estrellas", durante 30 números más. Sanchis, ya en solitario y entusiasmado, a pesar del elevado ritmo de producción, abordó la creación de historias inéditas, con el título de Nuevas aventuras de Mazinger-Z, el robot de las estrellas y procurando darle un final positivo.
La saga, se iría completando con una gran cantidad de secundarios, e incluso la réplica a su manera de la Afrodita-A y el Boss Robot de Go Nagai, en Adriana-D y Rodas II, para terminar abruptamente entre los números 28 al 30 con la muerte (siempre aparente, nunca explícitamente mostrada) de los malvados enemigos de la Humanidad.
| Número | Título                           | Fecha                   |
| --- | -------------------------------- | ----------------------- |
| 1 | «¡Huracán sobre Xinter!»         | 21 de octubre de 1978   |
| Argumento: En un claro Deus_ex_machina, Tin-Yu y Lin encuentran un mensaje en una botella que parece escrito del puño y letra de Ming-Yu, padre de Tin-Yu, lo que puede significar que sigue con vida en algún lugar. Aparece un nuevo robot gigante que lucha contra Mazinger. El Doctor Infierno sigue vivo, y su nueva base es un satélite en órbita alrededor de la Tierra. - Robot de la Semana: Tifón Mecánico P-35. El Tifón Mecánico es el primer bruto mecánico con el que Mazinger debe enfrentarse en las "Nuevas Aventuras", apareciendo por tanto, en el número 1 de la nueva colección. Quitando la sorpresa de que se reinicie la colección, lo más llamativo es el parecido de este robot con la primera versión del "Rueda Voladora", también conocido como el robot del "Torpedo Neutrónico", que se encarga de hundir el barco en el que viajaban Tinyú y sus padres cuando aquel era un niño. Por un lado, está la cadena que saliendo del brazo, lo une con una bola de demolición, en vez de con un torpedo, y por otro el que no tenga piernas, algo dudoso también en el robot del Torpedo Neutrónico. Así, el número 1 de la nueva serie, comienza igual que el de la antigua, e incluso esta nueva numeración rememora el naufragio del Golden Fish como hacía la primera. El robot en sí es peculiar. De la parte baja de su torso, sale un tifón que mantiene al robot en el aire y provoca de paso huracanes. Por otro lado y sin que tenga mucho que ver con lo anterior, el bruto mecánico se defiende a porrazo limpio con sus bolas de demolición. Lo dicho, muy peculiar y la lucha nos pone de nuevo sobre aviso de que el Dr. Infierno está vivo y se avecinan nuevas aventuras. Es derrotado de una pedrada, dando comienzo a un selecto club de robots destruidos mediante dicho procedimiento. |                                  |                         |
| 2 | «¡Nerón N, el Coloso!»           | 28 de octubre de 1978   |
| Argumento: Tin-Yu encuentra en el chaleco salvavidas con el que se salvó de morir ahogado en el ataque al barco en el que viajaba de niño junto con sus padres, una cinta magnetofónica con un mensaje de su padre, en el que cuenta sus desavenencias con el Doctor Infierno por negarse a colaborar y la existencia de un robot que está construyendo en secreto para oponérsele. El Doctor Infierno viaja a la base de la Tierra en el Desierto Desolado, y nos presenta a su nuevo lugarteniente, Calavera. Le muestra un nuevo y definitivo robot: Nerón-N. - Robot de la Semana: Nerón-N. Lo más llamativo de este robot, es sin duda que por primera y última vez el Dr. Infierno pilota él mismo su bruto mecánico, algo que hasta entonces solo Cibermán había hecho y que el mismo sicario repetirá pilotando el Cibermán Bis en el capítulo 24 de las Nuevas Aventuras. El Nerón-N, es un robot realmente interesante, cuyas partes se desmontan y tienen autonomía propia, inspirándose en el Belgas V-5 de Go Nagai. Poco después, Sanchis mostrará otro robot con el mismo poder, el Géminis C-32 (capítulo 15). Sin embargo, tan interesante robot se desperdicia ya que es eclipsado por la aparición de Rodas II y el comienzo del culebrón de Misterio M. A pesar de sus formidables armas, es derrotado calamitosamente cuando el Dr. Infierno desmonta al robot y lo vuelve a montar incorrectamente, lo que da al desenlace del desdichado engendro un carácter un tanto estúpido. Por cierto, otro robot destruido de una pedrada, y van dos seguidos. |                                  |                         |
| 3 | «¡El robot de Ming Yu!»          | 4 de noviembre de 1978  |
| Argumento: Descubrimos que el padre de Tin-Yu, construyó un laboratorio secreto en cuyas entrañas descansa su robot, Rodas II. El nuevo robot del Doctor Infierno es pilotado por él mismo. Nos presentan a un misterioso personaje encapuchado que habita dicho laboratorio: Misterio-M. - Robot de la Semana: Nerón-N |                                  |                         |
| 4 | «¡Obús B-93, Robot Suicida!»     | 11 de noviembre de 1978 |
| Argumento: Un nuevo ataque del Doctor Infierno a través de un robot-bomba, sirve de excusa para que Tin-Yu reciba del Doctor Infierno la explicación a cómo se salvó de la destrucción de la antigua base: envió una nave señuelo que destruyó Mazinger, mientras escapaba. Aparece Rodas II, el robot de Ming-Yu, para ayudar a Mazinger. - Robot de la Semana: Obús B-93. Otro robot en la línea bombardero-suicida, al estilo de X-787 o Galax-X. A pesar de tener muy buena pinta, el capítulo se centra en un órdago del Dr. Infierno que afirma que el auténtico poder del robot reside en que si es destruido generará una reacción en cadena de explosiones atómicas, por lo que la lucha con Mazinger es bastante descafeinada. Tampoco se entiende demasiado que el Dr. Infierno descubra parte de sus cartas detallando el armamento del B-93, por lo que el Profesor Lu diseña un cohete que atrae los potentes proyectiles del bruto mecánico y al final, Rodas II finiquita sin más al pobre robot. |                                  |                         |
| 5 | «¡Z-385, robot Multiplicador!»   | 18 de noviembre de 1978 |
| Argumento: Presentación de la base lunar del Doctor Infierno y del primer robot salido genuinamente de los diseños de Calavera. Destrucción del satélite espacial del Doctor Infierno. - Robot de la Semana: Z-385, Robot Multiplicador. Si hay algún robot absurdo y surrealista, es sin duda este. Sanchis da una muestra de su humor del absurdo riéndose hasta de su sombra con este engendro cuyo poder, pásmense ustedes, es simplemente o nada menos que multiplicar por dos todo lo que se le arroja. Da igual: rayos, misiles, fuego, agua… ¡hasta los puños de Mazinger! Toda una joya de los "mechas", marca un hito en este campo. Quizá es el episodio más cachondo de la serie, y un referente, no solo porque en él desaparece la primera base espacial del Dr. Infierno (el satélite espacial), sino porque la llegada de este bruto mecánico se sale de cualquier patrón conocido. Fantástico. |                                  |                         |
| 6 | «¡Bruto mecánico ARK-237!»       | 25 de noviembre de 1978 |
| Argumento: Nuevo robot y primera gran batalla en la que participa Rodas II, pilotado a distancia por Misterio-M. - Robot de la Semana: Arácnido Robot ARK-237. Este robot es sin embargo un poco plano, si bien el bruto mecánico en sí guarda cierto atractivo. Su poder, el de inmovilizar a su enemigo con tela, es cuando menos, previsible. El episodio es muy dinámico e incluso sobrecargado de acción, y por primera vez, vemos al Mazinger pilotado por su creador, el profesor Lu. Molesta que el ARK-237 dé inicio a una serie de robots a los que les da por explotar cuando parece que tienen todo controlado, entre los que figurarán entre otros, además de este, Kefrenaton-B y el R-787 Azote Infernal. |                                  |                         |
| 7 | «¡Escorpión Atómico V-390!»      | 2 de diciembre de 1978  |
| Argumento: Batalla con un robot que ataca el nuevo laboratorio modular de Xinter. Mientras, en las cercanías, se rueda un western en el que se cuelan bandidos de verdad, entremezclándose ambas historias. - Robot de la Semana: Robot Escorpión Atómico V-390. La serie de las Nuevas Aventuras pasa por unos capítulos, que podríamos llamar "la edad de Calavera", en la que se da brillo a la colección a base de sacar un robot tras otro de la factoría Calavera, el pintoresco colaborador en la Tierra del Dr. Infierno. Así, durante varios números hasta, aproximadamente el 16, uno tras otro se enfrenta a Maziger la mejor serie de robots de la saga. El robot Escorpión, tiene una magnífica planta, con un aguijón que dispara rayos desintegradores y una ambientación peculiar en el rodaje de un western. Todo esto hace de este episodio uno de los mejores, con varias tramas desarrolladas a la vez a lo largo de las 16 páginas que se quedan escasas. Como defecto, la destrucción del Escorpión recuerda tal vez demasiado a la del DC-72-B, acaecida hace apenas ocho episodios. |                                  |                         |
| 8 | «¡Tiburones Asesinos!»           | 9 de diciembre de 1978  |
| Argumento: El Doctor Infierno envía un robot-tiburón gigante que alberga diez robots en su interior para enfrentarse a Mazinger y Rodas II. - Robot de la Semana: Tiburón Nodriza y tiburones VQ-I al X. Dentro de las "Nuevas Aventuras", es el único capítulo que transcurre íntegramente bajo las aguas. Es curioso que después de varios episodios entre los doce capítulos iniciales en los que los robots enemigos son acuáticos (Pulpomekán, Sirénido VB-2), posteriormente los robots son mayoritariamente terrestres y voladores. El Tiburón Nodriza es absolutamente espectacular, y su principal característica es que en su interior lleva una decena de tiburones mecánicos (nominados del I al X) que actúan independientemente de él. Esto da lugar a que Mazinger se deba defender del ataque conjunto de varios contrincantes, siendo la lucha subacuática consecuente una de las más logradas. Quizás se abusa del previsible ataque descoordinado que hace que se eliminen entre ellos, pero el caso es que parece que faltan páginas para tanta acción. Un episodio imprescindible y único, en el que el Barón Von Bruck pilota él mismo el VQ Nodriza (anteriormente, el Dr. Infierno pilotó el Nerón-N y Cibermán el Pulpomekán y posteriormente el Cibermán Bis). |                                  |                         |
| 9 | «Objetivo ¡Copernicus!»          | 16 de diciembre de 1978 |
| Argumento: Los Guardianes de la Paz han descubierto la guarida lunar del Doctor Infierno y envían al Mazinger para destruirla. - Robot de la Semana: Mandarín Karateka M-K-3. Otro de los favoritos de la serie, también incrustado en el período que marcan los capítulos 5 al 16 especialmente interesante, es este ingenioso robot con pinta de payaso cuya arma, por primera vez, no es de origen artificial, como rayos o proyectiles, sino simplemente golpear al enemigo utilizando técnicas de kárate. La originalidad por tanto, ya es un activo de este robot, lo que le confiere un valor especial. Además, el capítulo es de los que marcan un hito, pues trata de la destrucción de la primera base lunar del Dr. Infierno. Atención a Lin que no solo se cuela en la cabina de Mazinger sin que nadie se percate, sino que resulta que ha aprendido a pilotarlo solo con mirar a Tinyú. Pilotar un super-robot debe ser más fácil que llevar un patinete, por lo visto. Se empieza a intuir que más pronto que tarde, Lin tendrá su propio robot. Otro aspecto más bien negativo, es que después de ser espectadores de la destrucción del DC-72-B y del Escorpión Atómico, de nuevo un misil enviado por el Dr. Infierno contra Mazinger termina estrellándose contra sus propios robots, o en este caso, su base, como ya ocurrió hace cuatro episodios con el Multiplicador, estrellado contra el satélite del Doctor Infierno. En cuanto aparece un misil gordo suelto por ahí, ya intuimos cómo va a acabar el tema. Es el único defecto del capítulo, la repetición de estas situaciones. |                                  |                         |
| 10 | «¡Erizo Alfa-5!»                 | 23 de diciembre de 1978 |
| Argumento: Tras las destrucción de la base lunar, el Doctor Infierno y su tropa se mudan a la base del Desierto Desolado, desde donde continúan su lucha por dominar el Mundo. - Robot de la Semana: Erizo Alfa-5. Una más de las ingeniosas creaciones de Calavera, el Erizo Alfa-5 cumple con las características tipo de los robots de este sujeto, a saber: espectacular aspecto, poderes que se salen de los convencionales por lo original y una lucha sin cuartel. Cubierto con púas que se transforman en misiles (las volveremos a ver en el escudo de Calígula-2 en el capítulo 27 y la maza del Wiking en el 28), su aspecto es demoledor. Es un capítulo interesante e ingenioso que enlaza con la pequeña saga de dos capítulos de Andrómeda y el Arquero. Además, el Dr. Infierno se queda calvo al perder una apuesta que hizo consigo mismo. |                                  |                         |
| 11 | «¡Beta-68, Dardo Mortal!»        | 30 de diciembre de 1978 |
| Argumento: Continúan los ataques de los robots de Calavera. En esta ocasión, un robot-arquero dotado con flechas de punta atómica. - Robot de la Semana: Arquero Beta-65. Otro ingenio original en cuanto a su armamento, propio de esta etapa de capítulos capitaneada por Calavera, es este arquero-robot. Armado con un enorme arco inglés, en su carcaj guarda flechas explosivas que le confieren un carácter propio y completamente distinto al del resto de robots. Por si fuera poco, es protagonista de la miniserie que componen los capítulos 11 y 12 de la robot Andrómeda con el Beta-65 como convidado de piedra en el siguiente episodio. Lo mejor: La anécdota de la sesión de cine en la "Base Calavera", es un toque genial que liga la filosofía del tebeo con la del cómic. Lo peor: esto es un brutal plagio del capítulo 38 de la serie de Go Nagai ("Minerva X, El Robot Misterioso"). |                                  |                         |
| 12 | «¡El rayo de Andrómeda!»         | 6 de enero de 1979      |
| Argumento: En esta ocasión, Calavera diseña un robot femenino que provoca en Mazinger extrañas reacciones. El robot termina enamorándose de Mazinger y luchando contra el Arquero Beta-65. Descubren la base de Misterio-M y Mazinger acude a defenderla. Allí conoce a Misterio-M y al oír su voz al natural, descubre que se trata de una mujer. Comienzan las obras de una nueva base lunar del Doctor Infierno, en este caso subterránea. - Robot de la Semana: Andrómeda A-001. Equiparable (casi) al robot Multiplicador del capítulo 5 de las Nuevas Aventuras, esta historia que raya en el absurdo acerca del enamoramiento mutuo entre Mazinger y Andrómeda es una grandiosa vuelta de tuerca al surrealismo siempre presente en el humor de Sanchis. Podría haberse resuelto más técnicamente hablando de un arma que interfiere los controles de Mazinger, al modo del robot Marioneta que aparece en las Aventuras originales, pero más desarrollado (o, qué demonios, como en el capítulo 38 de Go Nagai en que se basa Sanchis), pero la gracia está en ese absurdo, y tanto uno como otro robot acaban actuando por su cuenta, ignorando los controles de sus pilotos. La historia, absolutamente previsible una vez repuestos de la sorpresa, no puede acabar de otro modo: Andrómeda termina defendiendo a Mazinger lo que provoca su destrucción a manos del robot Arquero Beta-65, no sin antes destruir ella a este. |                                  |                         |
| 13 | «¡Epsilon-S, el Machacador!»     | 13 de enero de 1979     |
| Argumento: Continúan las obras de la base lunar del Doctor Infierno. Mientras, en la Tierra, Calavera decide acometer la conquista de la Tierra por su cuenta, planeando traicionar al Doctor Infierno. - Robot de la Semana: Machacador Epsilon-S. Otro trasto ingenioso y original de Calavera. Si el Mandarín Karateka del capítulo 9, destacaba por utilizar sus propias manos y piernas para atacar a Mazinger usando refinadas técnicas de kárate, este robot destaca justo por lo contrario: nada de refinamientos en lo concerniente a pelearse con los demás. Su poder reside en su enorme tamaño y sus grandes patazas, lo que le permite liarse a coces con sus adversarios sin complicarse mínimamente la vida. Otro de los mejores robots de la serie. |                                  |                         |
| 14 | «¡Caos Antimateria!»             | 20 de enero de 1979     |
| Argumento: La base submarina de Misterio-M es atacada y Tin-Yu y Lin acuden a su rescate luchando contra un robot-calamar y otro robot en la superficie. Lin destapa la cara de Misterio-M al encontrarla desvanecida en su laboratorio, descubriendo que está horriblemente desfigurada. - Robot de la Semana: Caos Antimateria A-1. Sanchis se inventa un arma pintoresca tras otra, y las coloca en los robots del Dr. Infierno para complicar la vida a Mazinger. En ocasiones, se pasa tres pueblos como en el caso del Multiplicador, y otras veces el arma no hay quien la entienda como ocurre en este caso. El Caos Antimateria, posee unos rayos que lanza de su pecho que disuelven o literalmente desintegran toda materia. Al final del episodio, resulta que todo lo que había desintegrado vuelve a su sitio, por lo que no queda muy claro la utilidad de esta arma (¿y cómo es posible desintegrar y volver a integrar a gente sin hacerles ningún daño?). El capítulo por lo demás, se deja leer y marca el final de la época "Calavera" que tendrá un epílogo dos capítulos más tarde con Laser-85. - Robot de la Semana (y 2): Calamar Gigante Mecánico. A fin de entretener a Rodas II, Calavera manda a un robot con forma de calamar contra el laboratorio de Misterio-M. Puestos a atacar, podría haber mandado un robot cargado con torpedos y hubiese acabado con Tin-Yu, Lin y Misterio M de una tacada, además de apropiarse de Rodas II y Mazinger que en esos momentos estaban en el hangar. Tampoco se explica cómo el laboratorio de Misterio M tiene tan pocas precauciones como para que un bruto mecánico llegue hasta la misma puerta. El robot en sí, es un montón de chatarra rápidamente reducida a rodajas por la espada de Rodas II, así que le da tiempo sobrado a echar una mano a Mazinger en su lucha contra la auténtica amenaza del capítulo, el robot Caos Antimateria. |                                  |                         |
| 15 | «¡Géminis C-32 ataca!»           | 27 de enero de 1979     |
| Argumento: El Doctor Infierno envía desde la luna un robot más. Tin-Yu lo vence a costa de quedarse sin energía, teniendo que ser rescatado por Rodas II de las profundidades marinas. - Robot de la Semana: Géminis C-32. Volvemos catorce capítulos después (desde Nerón-N) a la habilidad de un robot para partirse en pedazos y que sus partes actúen por su cuenta. El C-32, no obstante, supera con mucho al Nerón-N, puesto que en esta ocasión el bruto mecánico sabe defenderse y sacar partido a su capacidad de división, poniendo a Mazinger en tremendos apuros y de hecho éste debe quedarse totalmente sin energía para vencerle, evitando que se vuelvan a juntar las piezas. Mazinger está más cerca que nunca de perecer (y de hecho, nunca estará en problemas tan grandes como los que el C-32 le creará). Una de las luchas más espectaculares. |                                  |                         |
| 16 | «Lasser 85, ¡Impacto!»           | 3 de febrero de 1979    |
| Argumento: Calavera envía un robot más al ataque, y recibe la reprimenda del Doctor Infierno que aún no le había dado la orden de hacerlo. - Robot de la Semana: Láser-85. Último robot de Calavera, al menos oficial (ya veremos que habrá posteriormente, otros "extraoficiales" cuando Cibermán intente hacerse con los mandos de la base terrestre. Kefrenaton-B al final de la saga es un robot de reserva que no está bajo la supervisión del Dr. Infierno. Y el UG-9, casi no cuenta). El bruto mecánico es durísimo, y su arma, unos potentes rayos láser, es de las más definitivas de los robots del Doctor Infierno. Lo que no termina de convencer es el final del robot, un tanto similar al del Tifón y Nerón-N y también un tanto estúpida: de nuevo a pedradas. De esto deducimos una pauta negativa en la serie: cuando no se sabe cómo destruir a un robot, o perece de una pedrada o termina estallando él solo. |                                  |                         |
| 17 | «¡KH-99 Robot Fantasma!»         | 10 de febrero de 1979   |
| Argumento: Lucha bajo la nieve contra un robot invisible. Se inician los trabajos para la construcción de un nuevo robot que ayude a Mazinger y sea pilotado por Lin. - Robot de la Semana: Robot Fantasma KH-99. Otro robot de la época de transición, es este magnífico ejemplar. La principal cualidad de Sanchis es no repetir esquemas en cuanto a las habilidades de los robots, y cada bruto mecánico es diferente al anterior y en general a todos los demás. La cualidad de este robot es, como indica su nombre, hacerse invisible. Su principal baza a favor es que se intenta explicar la razón de tal misterio, consistente en que susodicho robot emite unas señales hipnóticas que hacen que no se le vea. La idea original, parece partir del capítulo de la primera parte de las aventuras correspondiente al Piroteknon y del capítulo 3 en la lucha con Herr Terror en el Valle de la Muerte, en el que también se inducen alucinaciones. No obstante, en esta ocasión no se advierte que si bien Tin-yu no ve a su enemigo por estar bajo el influjo de las ondas hipnóticas, desde la base de la Ciudad Submarina sí se le debería ver ya que dichas ondas no llegan ahí (esta es la clave de cómo se resolvió el problema en la primera ocasión en que se utilizó esta arma). Que la historia haga un esfuerzo en explicar el origen de la habilidad del monstruo para desaparecer, es de agradecer teniendo en cuenta que en el capítulo del Mazinger de Go Nagai correspondiente al Monstruo de Múltiples Cabezas (Rokron Q-9, episodio 37), no se hace lo propio, quedando la impresión de que el guionista obvia la curiosidad del espectador. Esta es la razón por la que este capítulo tiene un extra de mérito. La solución para que Mazinger pueda andar sobre la nieve (unos gigantescos esquíes) está sacada directamente del episodio 55 de la serie de Go Nagai. |                                  |                         |
| 18 | «¡Amenaza androide!»             | 17 de febrero de 1979   |
| Argumento: Fin de las obras en la base lunar del Doctor Infierno, bautizada como Cibernópolis. Tin-Yu, rescata a Misterio-M de un problema en su laboratorio submarino. Tin-Yu descubre en un islote, el reloj de su padre. - Robot de la Semana: Guadañas J-35. A decir verdad, es uno de los robots más logrados de la serie. Y de hecho, el apego que el Doctor Infierno le toma es muy superior a su querencia por el Robot de la Rueda Voladora (su primer robot), y al Sirénido VB2 del que llegó a hacer una versión en tanium. El Doctor Infierno no tiene especial cariño por sus creaciones, aceptando estoicamente su destrucción puesto que no son más que máquinas cuyo único fin es el de conquistar el mundo, y si no sirven para derrotar a Mazinger, se olvidan por haber fracasado. Sorprendentemente, Infierno demuestra un inusual interés por este bruto mecánico, sueña con él en el siguiente episodio y su destrucción accidental, provoca el despido de Calavera. En sí, el robot es prometedor, pero nada del otro mundo. Su nombre viene de unas guadañas en los brazos que lanza a modo de búmeran, y está armado con potentes rayos desintegradores que lanza por los ojos. Como vemos, nada especial. Además, es especialmente torpe, puesto que es derrotado una vez por Mazinger sin mayor problema, y otra por estar en el sitio y el momento equivocado. Por lo demás, sus amenazadoras guadañas no le duran nada antes de ser destruidas y no comprendemos la obsesión que coge el Dr. Infierno con este trasto que, vista su efectividad, tampoco es para tanto. El capítulo en el que aparece por primera vez, el 18, es de esos que justifican la labor de Sanchis como guionista, puesto que la batalla entre los robots apenas dura unas pocas viñetas (a pesar de que se pasan todo el episodio prometiendo una batalla apocalíptica) y se centra en el rescate de Tin-yu a Misterio M que se encuentra en problemas en el fondo del mar. En su día, pudo parecer un defecto la escasa acción en cuanto a la lucha entre mechas; pero en una segunda lectura hay que reconocer como positivo que Sanchis introduzca variaciones en el hilo argumental y con ello consigue que no se sature el cómic con batallas y más batallas cibernéticas que harían la serie demasiado recargada de misiles, explosiones y rayos de todo tipo. |                                  |                         |
| 19 | «¡UG-9 no contesta!»             | 24 de febrero de 1979   |
| Argumento: Mientras el Doctor Infierno envía a luchar contra Mazinger por segunda vez al robot Guadañas J-35, Calavera actúa por su cuenta al activar un robot-bomba. Este segundo robot, destruye al Guadañas en vez de a Mazinger, lo que provoca la ira del Doctor Infierno y destituye a Calavera como lugarteniente. - Robot de la Semana: UG-9. Si hay un robot desgraciado, es este, y si además se junta con otro fracaso con tuercas como el Guadañas J-35, la cosa solo puede acabar de una manera: desastrosamente. En este capítulo, el Mazinger no mueve un brazo por destruir a sus rivales, equiparando en cuanto a su incompetencia a estos torpes robots con el Robot Marioneta, si bien al menos UG-9 y el Guadañas tienen una excusa (aquel no, ninguna). Poco hay que decir del UG-9, salvo que es una bomba con patas cuya misión es agarrarse a Mazinger y hacerse estallar a lo kamikaze. Esta táctica es empleada por tercera vez (a saber: RTTT Ametrallador, Pulpomekán y éste, si bien podríamos incluir por sus intenciones en esta clasificación, al Pájaro Bombardero, a Galax-X y al Obús B-93) y lo lógico sería pensar que tampoco tendría demasiado éxito, pero no lo llegaremos a comprobar, puesto que lo evita el final previsible, cada vez más previsible a medida que nos acercamos al final del capítulo. El principal interés de este episodio, reside en el despido fulminante de Calavera. Ni a Go Nagai se le ocurrió trasladar el concepto de despido procedente a la conquista del mundo. Momento memorable es aquel en el que Tin-yu dice al ver al UG-9: "¡Qué aspecto más siniestro tiene ese robot!" (salvo el Mandarín del capítulo 9, aspecto siniestro tienen todos, es de suponer). Y sigue:- "¿Por qué intentará agarrar a mi robot?". Un mal día para Tin-yu, menos mal que no tuvo que pelear… |                                  |                         |
| 20 | «¡H-71, Caballo de Troya!»       | 3 de marzo de 1979      |
| Argumento: Misterio-M descubre rastros de Min-Yu en un islote. Mientras, el Doctor Infierno envía a Cibermán para sustituir a Calavera en la base terrestre, pero es apresado y sustituido por un robot clónico fiel a Calavera. Primera aparición de Adriana-D, pilotado por Lin. - Robot de la Semana: H-71, Caballo de Troya. Interesante capítulo por varios motivos, y el menos importante es el robot enemigo en cuestión. Para empezar, en este episodio se presenta en sociedad Adriana-D, pilotada por Lin. Su aparición, fulgurante, hace presagiar que a partir de ahora los monstruos del Dr. Infierno estarán en clara desventaja, ya que son tres los robots casi invencibles a derrotar. Desde aquí, se adivina un cierto declive en cuanto a las opciones reales del Dr. Infierno. Lo cierto es que el devenir de los acontecimientos es mucho más lógico en Sanchis que en Go Nagai. No hay explicación al hecho de que en este, Afrodita A no deje de ser un paquete que acompaña a Mazinger a fin de ir por delante y dejar al descubierto las armas del enemigo de turno, a costa de recibir paliza tras paliza. Y ni hay que hablar del Boss Borot, patético robot cuya misión es hacer el ridículo y dar la bis cómica a la serie. A lo largo de los capítulos de Go Nagai, Boss insiste varias veces en la conveniencia de tener otro robot además de Mazinger por si este sufre algún percance, lo cual nunca llega a realizarse dándose por parte del Dr. Yumi esquivas razones. Lo cierto es que la propuesta es de cajón, y no se entiende por qué si ya tienen las armas que surgen de la fisión del átomo de japanium (la energía fotoatómica) y debajo del instituto están las minas de dicho mineral y desde el mismo instituto tienen la tecnología para fabricar la aleación Z (no hay más que ver la rapidez con la que construyen el Jet-Scrander), no fabrican mazingers como rosquillas, o al menos se dignan a blindar a Afrodita. Este extraño comportamiento, no se da en la serie de Sanchis, y se lleva a cabo lo más lógico: fabricar una réplica del Mazinger, si bien con aspecto femenino, igual de poderoso (o más, como advierte Lin en el capítulo siguiente, y es lógico puesto que la versión de su robot es posterior y mejorada). Por otro lado, es el capítulo en el que se desahucia a Calavera de su puesto de colaborador en la Tierra, y este responde traicionando a su jefe y suplantando a Cibermán con un sosías mecánico, y mandando al auténtico a través de una trampilla en el suelo a un sótano donde le espera un dragón mecánico come-robots. Como ven, todo un clásico al estilo de las películas de Fu_Manchú. En cuanto al robot, es lo menos importante del capítulo. Se trata de un caballo mecánico en cuyo interior (de ahí lo de "Caballo de Troya") se aloja otro robot cuyas extremidades son tentáculos que absorben la energía de Mazinger. La estética del H-71 es del todo hortera. Para empezar, el caballo carece de articulaciones. Vamos, que es un avión de transporte con forma de caballo y punto. Además, a pesar de estar armado con baterías en su costado, ni las utiliza. En fin, el robot no es sino un "transportín" del elemento que lleva en la tripa. Y este segundo robot tiene un aspecto de lo más ridículo, ataviado como un mariscal salido de la psicodélica Sargent Pipper's Band. A pesar de todo, el AH-71 se las apaña para capturar a Mazinger, llevarlo a la luna y hasta ahí debe ir Adriana-D en su primera actuación para cercenar los tentaculares brazos del robot y liberar a Mazinger. A partir de ahí, destruye a un ya desarmado enemigo, por mucho que sean dos en uno. El capítulo guarda un cierto paralelismo, puesto que la otra vez que Mazinger se queda sin energía, era contra el Géminis C-32, siendo rescatado por Rodas II. Para evitar que se repita la situación, la acción transcurre en la luna y nuevamente un segundo robot, pero no Rodas II, tiene que sacarle las castañas del fuego a Mazinger. |                                  |                         |
| 21 | «¡Atila-T, el Arrasador!»        | 10 de marzo de 1979     |
| Argumento: Tin-Yu descubre restos de una cabaña habitada en un momento dado por su padre, más un diario. Cibermán escapa de su cautiverio y regresa a la base lunar, donde informa al Doctor Infierno de la traición de Calavera. El Doctor, decide no descubrirlo y aprovecharse de la situación sustituyendo al Cibermán falso por el auténtico. - Robot de la Semana: Atila-T. Cuando uno piensa en un robot espectacular de la serie, se tiene que acordar más bien pronto de este. Portando un látigo de descargas atómicas, es el primer enemigo que Adriana-D y Mazinger afrontan realmente (el AH-71 era un aficionado y no se esperaba la colaboración del robot de Lin). De esta manera, el episodio es el bautizo del robot femenino demostrando su capacidad de ataque, y la primera vez que Calavera saca a un monstruo sin dar él la cara, a través de su Cibermán de pega. Aquí también vuelve el auténtico Cibermán a la base lunar para dar cuenta de la traición de Calavera, y la reacción del Dr. Infierno es de lo más inteligente, así como el plan de sustituir al sustituto que se desarrollará posteriormente. |                                  |                         |
| 22 | «¡Pigmetrones en acción!»        | 17 de marzo de 1979     |
| Argumento: El Doctor Infierno utiliza contra Mazinger robots diminutos. - Robot de la Semana: Pigmetrones y MT-Oro-Q77. Un capítulo muy esperado. El Dr. Infierno, sustituye la calidad por la cantidad, utilizando miles de robots de tamaño más modesto en vez de uno gigantesco. Desde que vimos a los pigmetrones ocupando cargos de subalternos, mecánicos y mayordomos, sospechábamos del potencial que ocultaban sus pequeños y mecánicos cuerpos. La batalla es tremenda y sabemos que si no se juntan los tres robots, Mazinger más Adriana y Rodas II, difícilmente saldrán de esta. Los pigmetrones no obstante, parece que no son suficientes en número, puesto que la participación de los dos compañeros de Mazinger es bastante para acabar con ellos. Sorprende la falta de previsión del Dr. Infierno, y suponemos que tras la pérdida de la batalla, la población de pigmetrones quedó diezmada, puesto que lo lógico hubiese sido repetir la táctica. Acompañando a los robots enanos, aparece el M-T-Oro, cuya única razón de ser es la de que no haya un capítulo de Mazinger sin su robot malvado gigantesco (habrá que esperar al penúltimo capítulo de la serie para ver algo así). |                                  |                         |
| 23 | «¡R-787, Azote Infernal!»        | 24 de marzo de 1979     |
| Argumento: El auténtico Cibermán sustituye al falso. Lectura del diario de Ming-Yu donde descubrimos que éste sobrevivió al naugragio del Goden Fish. - Robot de la Semana: R-787 Azote Infernal. El clásico robot espectacular, tipo máquina de destruir. Este engendro parece una batidora con patas y unos puños de mineral del corazón de la luna, que debe ser lo más duro del universo de Sanchis, hasta que se topa con cualquier aleación de nuestros robots heroicos, ya sea el puño de plutonio de Mazinger, la espada de rodio de Rodas, o cualquier otra cosa. Observemos que diversos artilugios de dicho mineral acaban indistintamente mal (las guadañas de J-35, la katana del Tiburón Nodriza, estos puños trituradores…). Como promete tanto, ni perdiendo sus puños el robot baja un ápice su labor de demolición y desescombro, de modo que se saca de la manga toda una batería de misiles y además un poder que por sí solo podría haber dado para un robot y un capítulo aparte: el de poder asimilar todo tipo de energía en su interior (de nuevo: este es el Brutus M-3 de la serie de Go Nagai, episodio 30, y el robot guarda bastante parecido con el Blogun G-3 del episodio 55). Mazinger, Adriana y Rodas, inexplicablemente se dedican a alimentarlo en vez de destruirlo con un puño volante, o un espadazo (a ver cómo puede digerir eso, aunque tras ver al Robot Multiplicador multiplicar puños de plutonio, todo es esperable), hasta que llega el desenlace inesperado y no muy bien explicado (más o menos vienen a decir que "explota porque sí"). Como casi siempre, faltan páginas y la derrota de los robots del Doctor Infierno llega de golpe y un tanto inesperadamente. Qué lástima de cuatro páginas más por capítulo para rematar bien las faenas… |                                  |                         |
| 24 | «La venganza de Cibermán»        | 31 de marzo de 1979     |
| Argumento: Cibermán se muestra como el auténtico ante Calavera, enviándole a una muerte segura a manos de un robot. En la lectura del diario de Ming-Yu, se descubre que éste fue hecho prisionero por Von Bruck, pero escapó a una isla cercana. - Robot de la Semana: Ciberman BIS. Semiplagio del capítulo del Mazinger de Go-Nagai en el que se usa un enorme robot copia del Barón Ashler-Ashura. El capítulo se llama "La Venganza de Ciberman", y es que en el capítulo de la serie japonesa, también se trataba de una venganza, en este caso por la muerte del personaje que inspira el robot (Cap. 79: Jet Firer P1 o Ashura P1). Con todo, este capítulo está en medio de la mejor parte de la serie, donde las batallas entre robots son más espectaculares, y así el Cibermán Gigante es todo un pedazo de bruto mecánico con un auténtico arsenal de armas. Cada pocos capítulos se están introduciendo novedades en el guion o en la imagen de los personajes, y ahora Mazinger se hace con una capa que le da un aire mucho más señorial, de forma que cuando aparezca a partir de ahora sin ella, da la impresión de que el robot de las estrellas está desnudo. Sus compañeros no tardarán en hacerse con otra capa, para no ser menos, y por supuesto, la capa terminará por jugar un papel crucial en la lucha, siendo por lo tanto fiel al principio dramático del Arma_de_Chéjov. En este capítulo, volvemos a ver a un robot pilotado en vez de teledirigido. Ni que decir tiene que Cibermán se salva por los pelos, y esta vez, no hay manera de saber cómo lo hace, porque lo tenía realmente difícil, envuelto en la capa de Mazinger como estaba. |                                  |                         |
| 25 | «¡Kefrenaton-B, el Momificador!» | 7 de abril de 1979      |
| Argumento: Calavera sobrevive y retoma la base terrestre, abandonada por Cibermán tras su derrota en el capítulo anterior. Desde la misma, envía a su último robot. - Robot de la Semana: Kefrenaton-B, el Momificador. Otro de los mejores y más completos robots, es este extraño engendro con pinta de alto funcionario egipcio (los embalsamadores eran sacerdotes depilados, no como este individuo) o de general egipcio, cuya habilidad, como se supone nada más leer su nombre, consiste en vendar a sus enemigos dejándolos a su merced. Mazinger ya se ha visto en bastantes ocasiones así, indefenso o sin energía, y aún se verá al menos en esta tesitura una vez más, cuando luche contra Goliat-H2. Finalmente aparece en escena un arma que prácticamente no había vuelto a hacer acto de presencia en toda la segunda parte de la serie, la hoja de los puños de Mazinger, y vuelve para sacar a Mazinger del apuro. Este es el último robot de la serie "Calavera", puesto que a partir de aquí, solo quedará intacta la fortaleza de la Luna. Una vez más, el robot se destruye como por ensalmo cuando "todo parecía estar perdido", o al menos, cuando parecía que no había manera de derrotarlo. En este sentido, ver el final de otros robots como el ARK-237 o el R-787. |                                  |                         |
| 26 | «Galax-X, Cometa Robot»          | 14 de abril de 1979     |
| Argumento: Una investigación por las islas donde desapareció Ming-Yu, realizada por Rodas II, descubre que el padre de Tin-Yu está preso del Doctor Infierno en una isla desde la que es obligado a trabajar para él y le rescata. Aunque padece de amnesia, finalmente recuerda todo y se reencuentra con su hijo. El Doctor Infierno envía un robot-bomba contra Xinter solicitando la cooperación de Calavera, que pide ser readmitido como lugarteniente, pero finalmente se estrella contra el Desierto Desolado. - Robot de la Semana: Galax-X, Cometa Robot. Clónico del Pájaro Bombardero y de Obús B-93, el Galax-X es el típico robot que se saca de la manga el Doctor Infierno cuando se le acaba la paciencia y decide cortar por lo sano enviando a un kamikaze contra el que osa enfrentársele. Por tercera vez, Mazinger se enfrenta a una amenaza muy parecida, y nuevamente se encarga de abortarla con un sistema diferente pero de nuevo consistente en desviar de su objetivo al agresor, al modo de lo que hizo con el Pájaro Bombardero. Un poco repetitivo, pero capítulo importante puesto que en él sobreviene la muerte (o eso parece, que ya sabemos que nunca se está seguro de estas cosas) de Calavera. |                                  |                         |
| 27 | «Calígula-2 ¡Alerta!»            | 21 de abril de 1979     |
| Argumento: Se resuelve el misterio de Misterio-M: se trata de la madre de Tin-Yu, que recupera su antiguo rostro tras someterse a una operación de cirugía. - Robot de la Semana: Calígula 2. Finalizando la "Época Infierno", allá por el capítulo 27 de las "Nuevas Aventuras", el Doctor Infierno ya utiliza robots reservados para tiempos mejores. De esta escudería llega este elemento llamado Calígula-2, con una capacidad coercitiva más que importante. En palabras de Cibermán, el Calígula-2 es una auténtica locura, y estaba preparado para arrasar el mundo cuando llegase la victoria del Imperio Robot contra todo aquel que osase oponérsele. Tal y como están las cosas, cuando el plan del Galax-X falla y pierden a Calavera, los acólitos del Doctor optan por preparar para la acción a éste robot, armado hasta los dientes y con un aspecto de lo más amenazador. Mazinger vence a este personaje en batalla sin cuartel, si bien las viñetas de lucha quedan casi en segundo plano puesto que la historia de Tin-Yú y sus padres comienza a desenmarañarse y queda a punto para no dejar ya ningún cabo suelto. |                                  |                         |
| 28 | «¡Huracán sobre la luna!»        | 28 de abril de 1979     |
| Argumento: Ataque de los robots de los Guardianes de la Paz a la base lunar del Doctor Infierno, destruyéndola finalmente. - Robot de la Semana: Star Wiking (Vikingo de las Estrellas). Robot de reserva claramente, puesto que se hace difícil pensar que este robot fuese la retaguardia de Cibernópolis, su último bastión. Porque el Wiking no aporta nada especial a lo ya mostrado, y de la misma manera que sorprende que en la fortaleza del Valle de la Muerte no tuviesen ningún robot que les cubriese la retirada (¿qué hicieron con el Machaka A-12?), igualmente nos deja perplejos que el Doctor confiase en este elemento como último recurso. Poco aporta a la estética de los robots anteriores, este Wiking. Su aspecto es de guerrero vikingo, como el del Caos Antimateria, su maza erizada tiene púas explosivas que se reponen automáticamente, como el Erizo Alfa-5 o el escudo de Calígula-2, y lleva un escudo bastante poco práctico cuya única función es empañar el cristal de Mazinger con bastante poco éxito, ya que como protección no se muestra muy consistente. Además, cae en manos de Mazinger al interferir su onda de control remoto, y no entendemos cómo consigue, no solo intervenirla, sino manejar los mandos del robot y todo a la vez que Tin-Yú conduce a Mazinger. Toda una proeza de polivalencia. Tampoco se explica dónde se mete luego, cuando la base del Doctor Infierno es destruida, ya que si está bajo el control de Tin-Yú, éste podría habérselo traído de vuelta a la Tierra y así en el siguiente capítulo, los Guardianes de la Paz tendrían un cuarto robot para defender al mundo. Al final de la serie, vemos como también se hacen con un robot enemigo, como ocurrió en la primera parte con el Sirénido VB-2 bis ¿Los venderían en el mercado negro de robots? ¿Acabarían sus días suministrando piezas de repuesto a Mazinger? Dado que la serie parecía sentenciada a no seguir más que un par de números (la situación económica de la Editorial Valenciana estaba en las últimas), Sanchis no parecía querer meterse en líos. Como nota curiosa, este capítulo se titula "Huracán sobre la luna", último del Dr. Infierno, mientras que el primero de la serie de "Nuevas Aventuras", se titula "Huracán sobre Xinter", volviendo a cerrar un ciclo de la misma manera de como empezó. |                                  |                         |
| 29 | «Goliat H-2 ¡Terror!»            | 5 de mayo de 1979       |
| Argumento: El hijo del Doctor Infierno entra en acción para sustituir a su padre en la carrera por el dominio de la Tierra. - Robot de la Semana: Goliat H-2. Cuando parecía que el Dr. Infierno no iba a salir vivo de la destrucción de Cibernópolis, resulta que aparece nada menos que su hijo, del cual nadie sabía nada, y encima acompañado de su madre. Como ya iba a parecer excesivo que de buenas a primeras apareciesen los malos sanos y salvos de nuevo en otro sitio, se toma la decisión de que la conquista del mundo la siga un heredero del Dr. Infierno, y nadie mejor para eso que su hijo, Bel-Cebú. Comparado con su padre, Bel-Cebú es un aficionado: vive en una base que más parece una casa de lujo cibernético en el campo que una auténtica base de un genio del mal. Para colmo, su madre más que mala es estúpida, y solo sabe comer y dormir. De hecho ni siquiera le importa cómo va la conquista del mundo en cuestión, y en medio de las batallas decide irse a dormir la siesta. Vamos, una joya que se llevó el Dr. Infierno. En cualquier caso, para marcar distancias, Bel-Cebú opta por utilizar un robot de tamaño humano, algo no visto hasta ahora con la salvedad de los pigmetrones (a los que de todos modos, se les puso de mariscal otro robot gigante, el M-T-Oro), puesto que los robots que sustituyen a Lin y Lun en su día, no se enfrentaban a Mazinger. El resultado es un tanto desalentador, ya que se demuestra que el gigantismo de nuestros personajes no es más que un detalle superfluo, puesto que lo importante no es el tamaño sino las armas que poseen. La misma labor que realiza Mazinger, la podría desempeñar un avión o un tanque con la condición de que esté igual de bien armado. Así, Goliat H-2 vuelve locos a los tres robots "heroicos" hasta que se lo cargan de una manera un tanto lamentable, escondiéndose tras unas nubes y golpeándolo a traición. ¿Tanta tecnología y resulta que no puede detectar que tres robots de 50 metros se ocultan tras una nube? Hay una parte de la historia realmente impresentable. Cuando Mazinger está prisionero de la materia formada por los rayos que le lanza Goliat, se libra de ella simplemente porque "la computadora de a bordo analiza la sustancia, ¡y ella misma le da el antídoto para disolverla!". O sea, que Mazinger también lleva incorporado todo un laboratorio de análisis y síntesis químico, con un almacén de productos a fin de que nunca le falte ningún ingrediente para nada… y encima "les pasa" el antídoto a sus amigos, es de suponer que por ondas hertzianas, o les "sopla" la fórmula y como los otros robots también tienen su super-laboratorio portátil incorporado, la sintetizan igualmente. Lo cierto es que salir de esa situación implicaba una solución rebuscada, puesto que hace solo dos tres números, se habían enfrentado a un problema idéntico contra Kefrenatom-B, y ya sabemos que Sanchis intenta no repetir esquemas. |                                  |                         |
| 30 | «¡R-720, el Aniquilador!»        | 12 de mayo de 1979      |
| Argumento: Destrucción de la base de Bel-Cebú, el heredero del Doctor Infierno. - Robot de la Semana: Cocodrilo Mecánico. En este capítulo final, el T-720, el Cocodrilo Mecánico y el Pulpomekan Bis, atacan por separado a Mazinger, Rodas II y Adriana D respectivamente a fin de separarlos. La idea es dejar al Aniquilador T-720 a solas con Mazinger, planteando un tres para tres inevitable. El Cocodrilo Mecánico, porta en su cabeza un sifón que provoca maremotos y grandes olas además de disparar torpedos, y mantiene ocupado a Rodas II. La lucha se prolonga durante el episodio, hasta que Rodas II utiliza su espada por control remoto. Es un robot secundario en el capítulo al que no se le presta demasiada atención. - Robot de la Semana (y 2): Pulpomekán Bis. La semejanza de este robot con el Pulpomekán, llega más allá de la estética, puesto que usa el sistema de hacerse estallar para poner fuera de combate a su adversario, cosa que consigue y Rodas II tiene que sacar del fondo del agua a Adriana D del mismo modo que procedió con Mazinger en el capítulo contra el Géminis C-32. Es el tercer robot con forma de cefalópodo que vemos en la serie, tras el Pulpomekán y el calamar gigante del capítulo de Caos Antimateria. - Robot de la Semana (y 3): R-720 Aniquilador. Es el último robot al que se enfrenta Mazinger. El último capítulo, alcanza a Sanchis en lo mejor de la serie, donde ya no se abusa tanto de las "viñetas recicladas" y la calidad del dibujo mejora ostensiblemente. Además, el guion está más trabajado y la acción es variada y trepidante. Una pena que la colección se acabase en este momento, por la crisis de la Editorial Valenciana. Previendo el final de la colección, el R-720 se estrella contra la fortaleza de Bel Zebú, hijo del Dr. Infierno que desde el capítulo anterior había tomado el relevo de su padre en la conquista del mundo y aparentemente (como siempre) muere junto con su madre, Luciferia. El episodio es realmente bueno, lo que demuestra que la serie podía haber tenido cuerda para rato. |                                  |                         |

El proyecto se abandonó entonces, junto con la caída de la Editorial, y no volvió a ser recuperada del baúl. La Editorial Valenciana cerró definitivamente en 1984, quedándose con los derechos de sus dibujantes. Sanchis lograría recuperarlos en 1999.

## Valoración
Más allá de su condición de pionera del fenómeno manga en España (Sanchis la considera el primer manga del país por delante de Sueños de 1994), la serie es objeto de valoraciones muy dispares. Así, el crítico Pedro Porcel la define como manga psicotrónico de baratillo y alegre y vocacional carne de serie Z, mientras que Diego Cara señala la ingeniosa y movida planificación de sus páginas.
Lo cierto es que estos cómics se convirtieron en joyas buscadas por muchos nacidos alrededor del año 70, que crecieron siempre con el recuerdo de Mazinger Z tanto en la televisión como en esta descacharrante versión del manga, de la que se hicieron eco en otros países, sobre todo en Alemania, país donde tuvo gran éxito la serie de televisión original.